# 山田厚俊
山田 厚俊（やまだ あつとし、1961年〈昭和36年〉- ）は、日本のジャーナリスト、フリーライター、コメンテーター、記者。

## 人物
栃木県生まれ、東京都立片倉高等学校、東京工芸大学短期大学部写真応用科卒業後、タウン紙記者、建設業界紙記者を経て、1995年4月、黒田清が主宰する黒田ジャーナルに入社。大阪・釜ヶ崎に住み、阪神・淡路大震災の取材を行う。
1996年2月、東京に戻り、テレビの番組制作に携わる。2000年10月、黒田死去に伴う黒田ジャーナル解散後、大谷昭宏が設立した事務所に入社。2002年よりサンデー毎日、プレジデントなどを中心に記者活動を始める。
2009年2月15日、一時体調を崩したことにより大谷昭宏事務所を退社、フリーとなる。日刊ゲンダイ、サンデー毎日では数多くの政治記事を執筆している。